# Finale de la Coupe des villes de foires 1963-1964
La finale de la Coupe des villes de foires 1963-1964 est la 6e finale de la Coupe des villes de foires. Ce match de football a lieu le 25 juin 1964 au Camp Nou de Barcelone, en Espagne. Il s'agit de l’une des deux finales à ne pas se jouer sur deux confrontations.
Elle oppose les deux équipes espagnoles du Real Saragosse et de Valence CF. Le match se termine par une victoire des Saragossiens sur le score de 2 buts à 1, ce qui constitue leur unique sacre dans la compétition.

## Parcours des finalistes
Note : dans les résultats ci-dessous, le score du finaliste est toujours donné en premier (D : domicile ; E : extérieur).
| Real Saragosse        | Real Saragosse | Real Saragosse | Real Saragosse | Real Saragosse |                     | Valence CF      | Valence CF | Valence CF | Valence CF | Valence CF |
| --------------------- | -------------- | -------------- | -------------- | -------------- | ------------------- | --------------- | ---------- | ---------- | ---------- | ---------- |
| Adversaire            | Total          | Aller          | Retour         | Appui          | Tour                | Adversaire      | Total      | Aller      | Retour     |            |
| Iraklis Thessalonique | 9 - 1          | 6 - 1 (D)      | 3 - 0 (E)      |                | Premier tour        | Shamrock Rovers | 3 - 2      | 1 - 0 (E)  | 2 - 2 (D)  |            |
| Lausanne-Sport        | 5 - 1          | 2 - 1 (E)      | 3 - 0 (D)      |                | Huitièmes de finale | Rapid Vienne    | 3 - 2      | 0 - 0 (E)  | 3 - 2 (D)  |            |
| Juventus FC           | 3 - 2          | 3 - 2 (D)      | 0 - 0 (E)      |                | Quarts de finale    | Újpest FC       | 6 - 5      | 5 - 2 (D)  | 1 - 3 (E)  |            |
| RFC Liège             | 4 - 2          | 0 - 1 (E)      | 2 - 1 (D)      | 2 - 0          | Demi-finales        | FC Cologne      | 4 - 3      | 4 - 1 (D)  | 0 - 2 (E)  |            |

## Match

### Feuille de match
| Titulaires : |                      |  |
|              |                      |  |
| 1            | Enrique Yarza (en)   |  |
|              | Joaquín Cortizo (en) |  |
|              | Paco Santamaría      |  |
|              | Severino Reija       |  |
|              | Santiago Isasi (es)  |  |
|              | Pepin                |  |
|              | Canário              |  |
|              | Duca (en)            |  |
|              | Marcelino Martínez   |  |
|              | Juan Manuel Villa    |  |
|              | Carlos Lapetra       |  |
|              |                      |  |
| Entraîneur : |                      |  |
| Luis Belló   |                      |  |

| Titulaires :       |                            |  |
|                    |                            |  |
| 1                  | Ricardo Zamora de Grassa   |  |
|                    | Alberto Arnal              |  |
|                    | Francisco Vidagany (en)    |  |
|                    | Paquito García (en)        |  |
|                    | Juan Carlos Quincoces (en) |  |
|                    | Roberto Gil (en)           |  |
|                    | Suco                       |  |
|                    | Vicente Guillot            |  |
|                    | Waldo                      |  |
|                    | José Antonio Urtiaga (en)  |  |
|                    | Ficha (es)                 |  |
|                    |                            |  |
| Entraîneur :       |                            |  |
| Alejandro Scopelli |                            |  |

| Titulaires : |                      |  |
|              |                      |  |
| 1            | Enrique Yarza (en)   |  |
|              | Joaquín Cortizo (en) |  |
|              | Paco Santamaría      |  |
|              | Severino Reija       |  |
|              | Santiago Isasi (es)  |  |
|              | Pepin                |  |
|              | Canário              |  |
|              | Duca (en)            |  |
|              | Marcelino Martínez   |  |
|              | Juan Manuel Villa    |  |
|              | Carlos Lapetra       |  |
|              |                      |  |
| Entraîneur : |                      |  |
| Luis Belló   |                      |  |

| Titulaires :       |                            |  |
|                    |                            |  |
| 1                  | Ricardo Zamora de Grassa   |  |
|                    | Alberto Arnal              |  |
|                    | Francisco Vidagany (en)    |  |
|                    | Paquito García (en)        |  |
|                    | Juan Carlos Quincoces (en) |  |
|                    | Roberto Gil (en)           |  |
|                    | Suco                       |  |
|                    | Vicente Guillot            |  |
|                    | Waldo                      |  |
|                    | José Antonio Urtiaga (en)  |  |
|                    | Ficha (es)                 |  |
|                    |                            |  |
| Entraîneur :       |                            |  |
| Alejandro Scopelli |                            |  |